# そのまんま東へ
「そのまんま東へ」（そのまんまひがしへ）は、2006年1月30日に発売されたFUNKY MONKEY BABYSのデビューシングルである。

## 解説
- ジャケット、PVには当時『そのまんま東』として活動していた東国原英夫を起用。PVのラストでは、東とメンバーが同じ画面上に登場している。
- インディーズ時代に作られたもの（デビュー前に1000枚限定で発売された）とは歌詞が一部異なっている。
- CD EXTRAとして、「そのまんま東へ」のPVが収録されている。

## 収録曲
1. そのまんま東へ
  - 作詞・作曲：FUNKY MONKEY BABYS　編曲：NAOKI-T
2. 笑顔
  - 作詞・作曲：FUNKY MONKEY BABYS　編曲：NAOKI-T
3. そのまんま東へ（instrumental）
4. 笑顔（instrumental）